# 斑萼溲疏
斑萼溲疏（学名：Deutzia glauca var. decalvata）为虎耳草科溲疏属下的一个变种。

## 扩展阅读
- 維基物種上的相關：斑萼溲疏